# Lykke Nielsen
Lykke Emilie Nielsen (født 22. juni 1946 i København, død 29. august 2006 i Dragør) var en dansk skuespiller og børnebogsforfatter.
Som barn optrådte hun sammen med sin enæggede tvillingesøster Helle Nielsen. Hun blev uddannet som skuespiller på Privatteatrenes Elevskole 1963-1966. Lykke Nielsen var i midten af 1960'erne Lommerpige sammen med søsteren og havde herefter gennem 1970'erne varierende engagementer på forskellige teatre. I samme periode medvirkede hun i mindre roller i en række letbenede film uden større succes. Mere gennemslag fik hun på tv-teateret, hvor hun medvirkede i stykker af Leif Panduro, Ernst Bruun Olsen og Benny Andersen. Fra slutningen af 1970'erne blev hun en del af Klyderne med Jesper Klein, Jess Ingerslev og Tom McEwan. Med Klyderne lavede hun en række shows og tv-opgaver samt filmen Kaptajn Klyde og hans venner vender tilbage, der i øvrigt blev hendes sidste fiktionsoptræden på tv/film.
Fra starten af 1990'erne valgte Lykke Nielsen at koncentrere sig om at skrive børnebøger i form af serien om Frække Frida, hvoraf der i 2006 er udkommet 12 bind.
Lykke Nielsen var gift med Jesper Klein fra 1970 til sin død, og hun var mor til Sebastian Klein. Efter længere tids kræftsygdom døde hun den 29. august 2006.